# Wenfeng, Gansu
Wenfeng är en köping i nordvästra Kina. Den ligger i Longxi härad i staden Dingxi i provinsen Gansu, omkring 150 kilometer sydost om provinshuvudstaden Lanzhou. Antalet invånare är 76 844. Befolkningen består av 37 240 kvinnor och 39 604 män. Barn under 15 år utgör 18,0 %, vuxna 15-64 år 73 %, och äldre över 65 år 8,0 %.